# Eliyahu Weinstein
Pour les articles homonymes, voir Weinstein.
Eliyahu Weinstein, juif orthodoxe de Lakewood, New Jersey est un homme d’affaires américain.
Le 12 août 2010, il a été arrêté  par le FBI pour avoir réalisé une escroquerie de type « chaîne de Ponzi ».

## La fraude
Profitant de ses connexions avec les communautés juives de plusieurs villes américaine, Eliyahu Weinstein, ancien vendeur de voitures, a réussi à convaincre plusieurs juifs orthodoxes et haredim d'investir dans des projets immobiliers fictifs.
Le montant de la fraude s'élève à environ 300 millions de dollars, il a utilisé une partie de l'argent pour ses dépenses personnelles dont des objets d'antiquité juive pour une valeur de 6,2 millions de dollars, des bijoux pour environ 7,6 millions et a fait don de plus de 140 millions  pour des associations caritatives.